# Queensbridge
Pour les articles homonymes, voir QB.

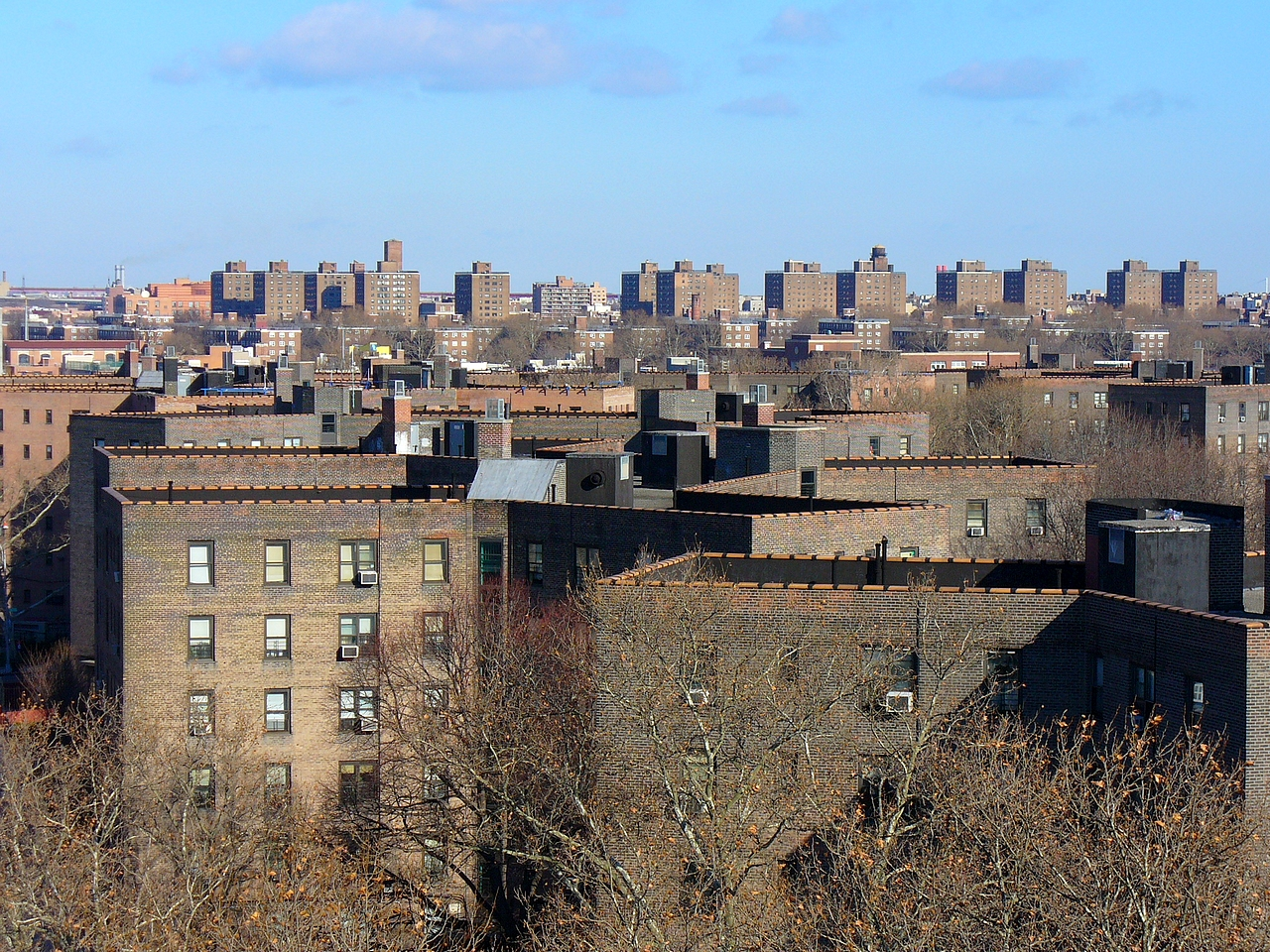
Queensbridge.

Queensbridge est un quartier d'habitations de la municipalité de New York, situé dans l'arrondissement du Queens, au sein du quartier de Long Island City, à proximité du pont de Queensboro qui lui a donné son nom.
Ouvert en 1939, Queensbridge est le plus grand complexe HLM public d'Amérique du Nord, en tant que tel, il est géré par la New York City Housing Authority (NYCHA). Les 96 bâtiments de 6 étages totalisent 3 142 logements sociaux. Leurs formes caractéristiques (en Y rattachés les uns aux autres) étaient censées favoriser l'ensoleillement. Construits à l'économie (les ascenseurs ne desservaient au départ que les étages 1, 3 et 5), ils ont été rénovés en 1986 et en 2000. La cité est sous-divisé en 6 "blocks".
La cité est, en grande majorité et traditionnellement (depuis les années 1960-1970), composée d'Afro-Américains (70 %), ainsi que d'une poignée de ménages européens (irlandais et italiens essentiellement) et hispaniques. Durant la période allant de 1983 à 1990, connue à New York comme la « crack era » (période pendant laquelle le crack a infesté New York), Queensbridge était connu comme un des plus gros endroits de revente au détail, et par ailleurs, elle conserve encore aujourd'hui une certaine réputation, notamment aux abords du Hill, la place centrale de la cité. En marge des différents problèmes inhérents aux fortes concentrations de familles défavorisées (chômage, délinquance, addiction aux drogues dures...), Queensbridge est un des plus importants viviers de la musique hip-hop depuis les années 1980 et qui aboutit à la création de classiques du genre pendant la période courant de 1990 à 1995.

## Habitants célèbres de Queensbridge
- Mobb Deep (Prodigy et Havoc) : MCs, auteurs des titres The Infamous (1995) et Hell On Earth (1996). Ce fut notamment l'un des duos les plus influents durant les années 1990. Seul Havoc est originaire de QB, Prodigy est originaire de Strong Island.
- Nas: MC, auteur d'Illmatic, sorti en 1994.
- Infamous Mobb : groupe composé de Twin Gambino (Big Twins ou The Grimey One), Ty Nitty et Godfather Part.3
- Blaq Poet : MC, il est le premier rappeur de QB à avoir répondu à KRS-One en 1987, dans la controverse ayant opposé le Bronx et QB concernant la paternité du rap.
- Marley Marl : Producteur et fondateur du légendaire Juice Crew.
- Capone (rappeur) : moitié de Capone-N-Noreaga.
- Bernard Gum : MC ayant fait 10 ans dans le South Jamaica Queens avec le Roi Heenok, son disciple.
- Cormega : MC ayant côtoyé de nombreux artistes issues de Queensbridge dont Blaq Poet mais surtout Nas au sein du groupe The Firm, composé de AZ (rappeur), Foxy Brown et Nature (rappeur).
- Nature: rappeur, il était le membre ayant remplacé Cormega au sein du projet The Firm, en 1997.
- Roi Heenok: rappeur québécois ayant résidé une dizaine d'années à QB.
- Ron Artest/Metta World Peace : joueur de basket-ball, champion NBA 2010 avec les Lakers de Los Angeles.
- Screwball : groupe composé de Blaq Poet, Hostyle et KL (cousin de Blaq Poet, et décédé d'une crise d'asthme le 28 mars 2008).
- Tragedy Khadafi : MC ayant débuté à la fin des années 1980, il était le mentor de Capone et Noreaga à leurs débuts, en 1996.
- Roxanne Shanté : MC et rappeuse des années 1990
- Ilham : Chanteuse de R&B et rap d'origine marocaine